# 2014 en astronautique
Chronologie de l'astronautique
- 2010
- 2011
- 2012
- 2013
- 2014
- 2015
- 2016
- 2017
- 2018

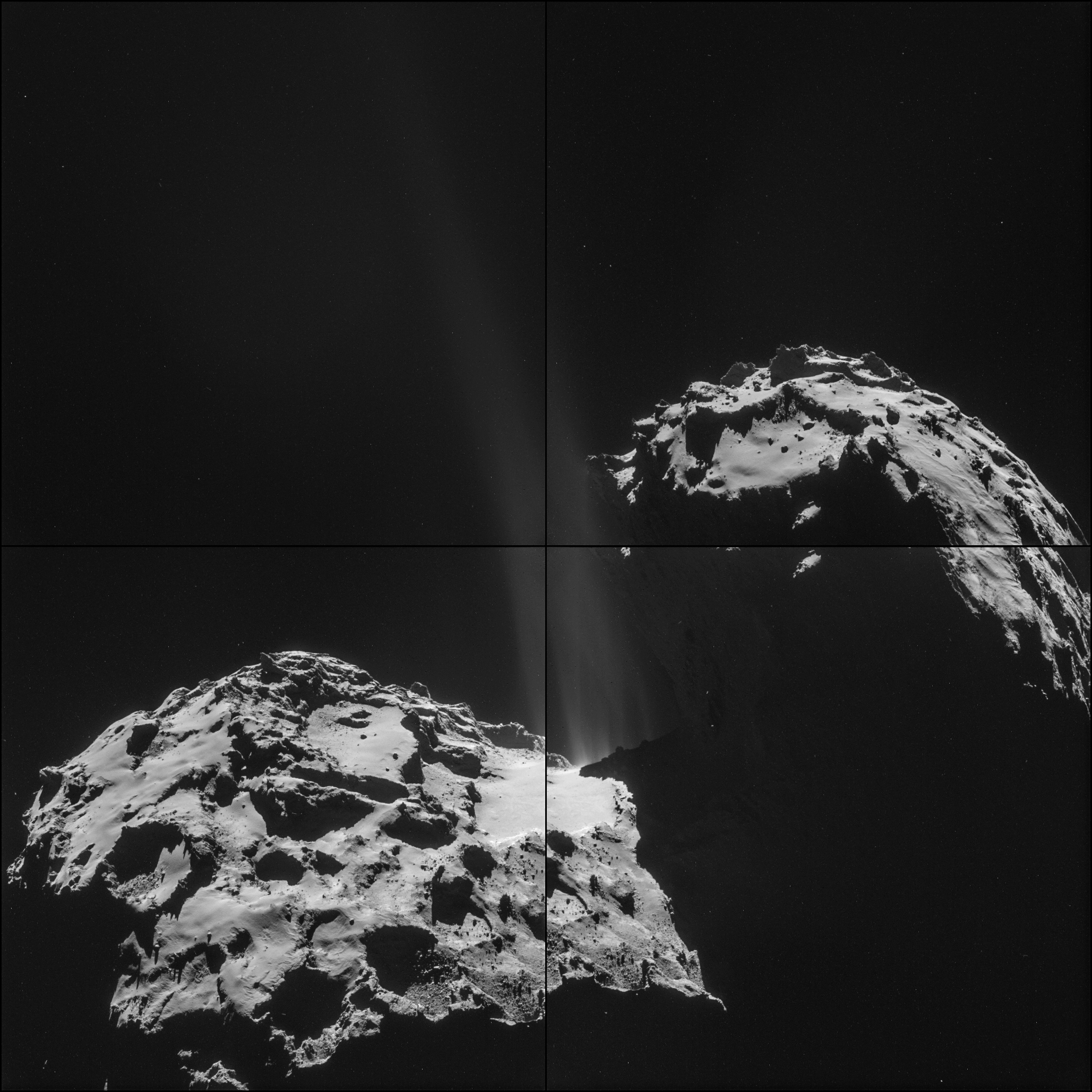
Le relief tourmenté et les jets de gaz et de poussière expulsés par le noyau de la comète 67P/Tchourioumov-Guérassimenko photographiés par Rosetta.

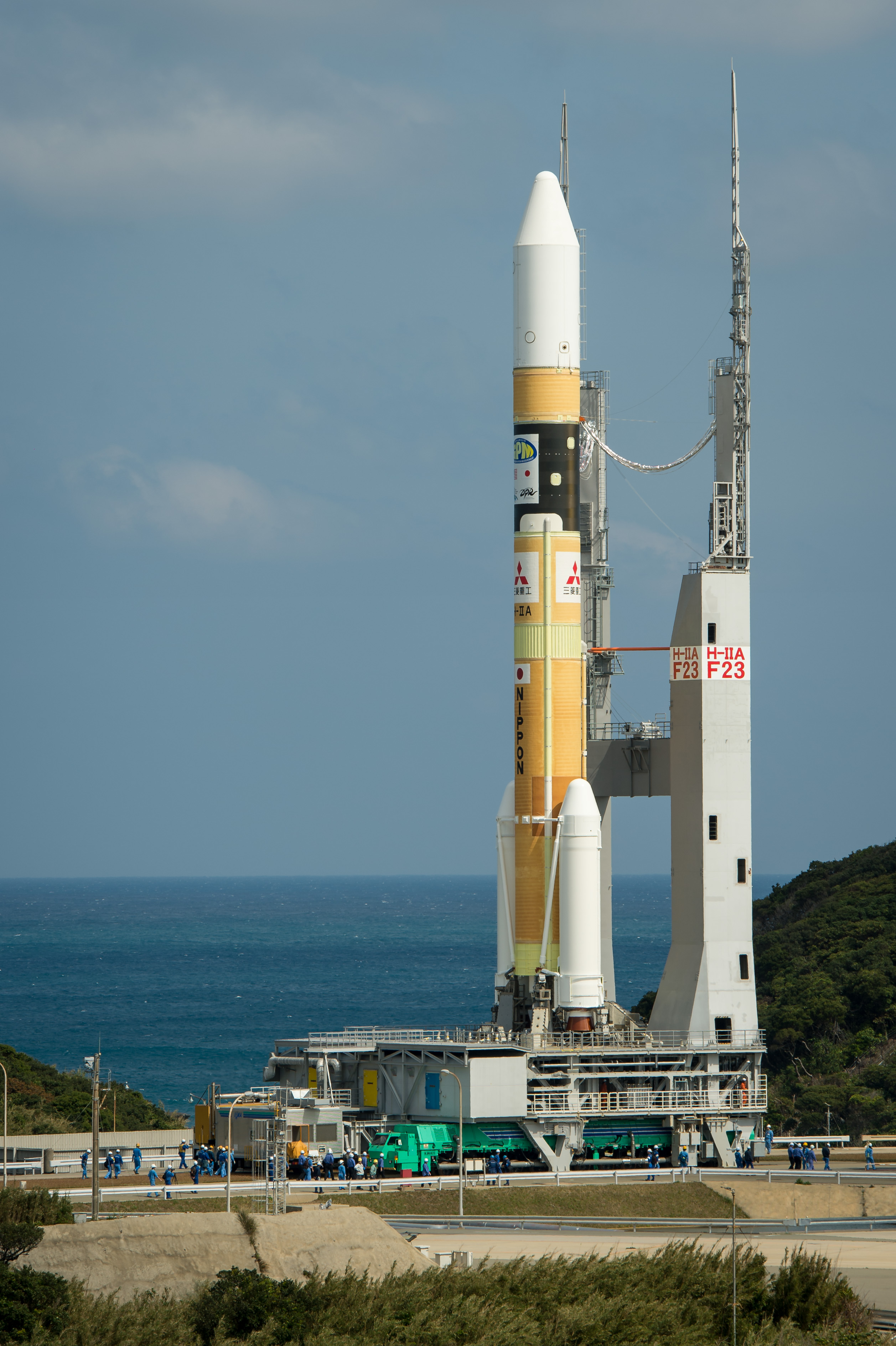
Préparatifs de lancement du satellite nippo-américain GPM Core Observatory par un lanceur japonais H-IIA.

Cette page présente la chronologie des événements qui se sont produits durant l'année 2014 dans le domaine de l'astronautique.

## Événements marquants de l'année 2014

### Exploration du système solaire
La sonde spatiale européenne Rosetta sort de son hibernation début 2014 et se met en orbite autour de la comète Tchourioumov-Guerassimenko en aout 2014. L'atterrisseur Philae se pose à la surface de la comète le 11 novembre. La sonde de la NASA MAVEN se place en orbite autour de Mars le 22 septembre. La sonde indienne Mars Orbiter Mission se met en orbite autour de la planète Mars le 24 septembre. L'agence spatiale japonaise, la JAXA, lance le 3 décembre Hayabusa 2 qui doit ramener un échantillon du sol de l'astéroïde Apollon (162173) 1999 JU3.

### Satellites scientifiques
La NASA lance en 2014 trois satellites scientifiques. GPM Core Observatory est un satellite américano-japonais qui doit jouer un rôle central au sein d'une flotte de satellites dans la mesure périodique des précipitations au niveau de l'ensemble de la planète. OCO 2, dont le premier exemplaire avait été détruit au lancement en 2009, est un satellite d'observation de la Terre de la NASA qui doit mesurer la quantité de dioxyde de carbone présent dans l'atmosphère terrestre.

### Missions spatiales habitées
Le dernier cargo spatial de l'Agence spatiale européenne, l'ATV Georges Lemaitre, est lancé le 29 juillet. Le vaisseau spatial Orion effectue le 5 décembre un premier test sans équipage et sans module de service en bouclant deux orbites autour de la Terre puis en effectuant une rentrée atmosphérique à grande vitesse dans le cadre de la mission EFT 1.

### Lanceurs
Les deux premiers vols de la nouvelle famille de lanceurs russes Angara sont effectués en 2014 : une version 1.2 relativement peu puissante du lanceur est d'abord lancée le 9 juillet puis la version lourde A5 place une charge fictive en orbite géostationnaire le 23 décembre. Ces nouveaux lanceurs devraient progressivement remplacer le lanceur Proton.

### Autres
Athéna-Fidus est un satellite de télécommunications militaire développé conjointement par la France et l'Italie. Le premier satellite d'Observation de la Terre de la nouvelle famille des Sentinelle de l'ESA est placé en orbite le 3 avril. La NASA effectue un test d'un décélérateur gonflable et d'un nouveau parachute qui pourrait être utilisé pour poser des charges supérieures à 2 tonnes sur le sol martien. La Chine lance le démonstrateur technologique Chang'e 5 T1 pour tester le module de rentrée de la mission de retour d'échantillon lunaire la mission Chang'e 5.

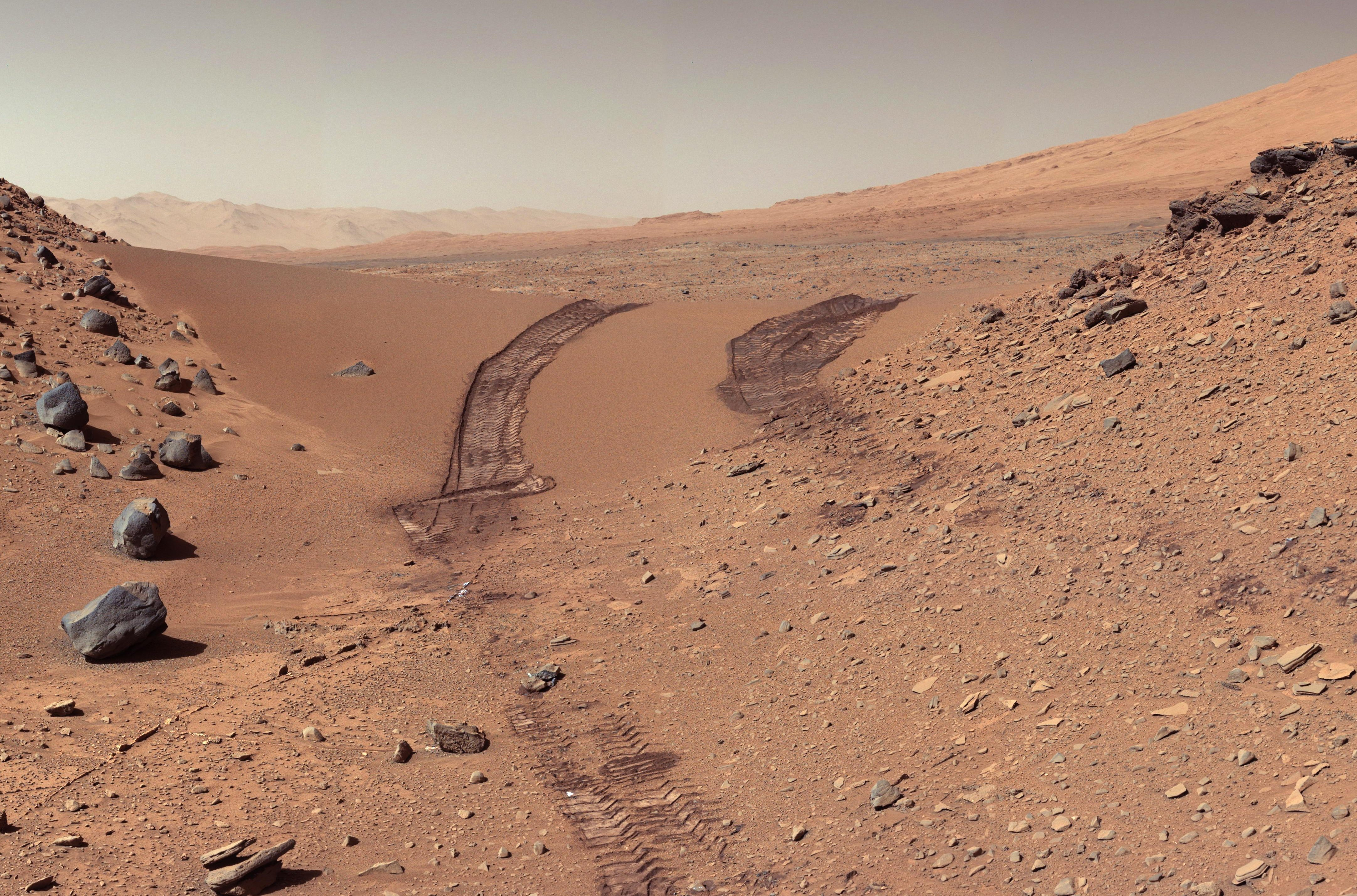
Le rover martien Curiosity franchit en février une dune par un passage baptisé Dingo Gap.
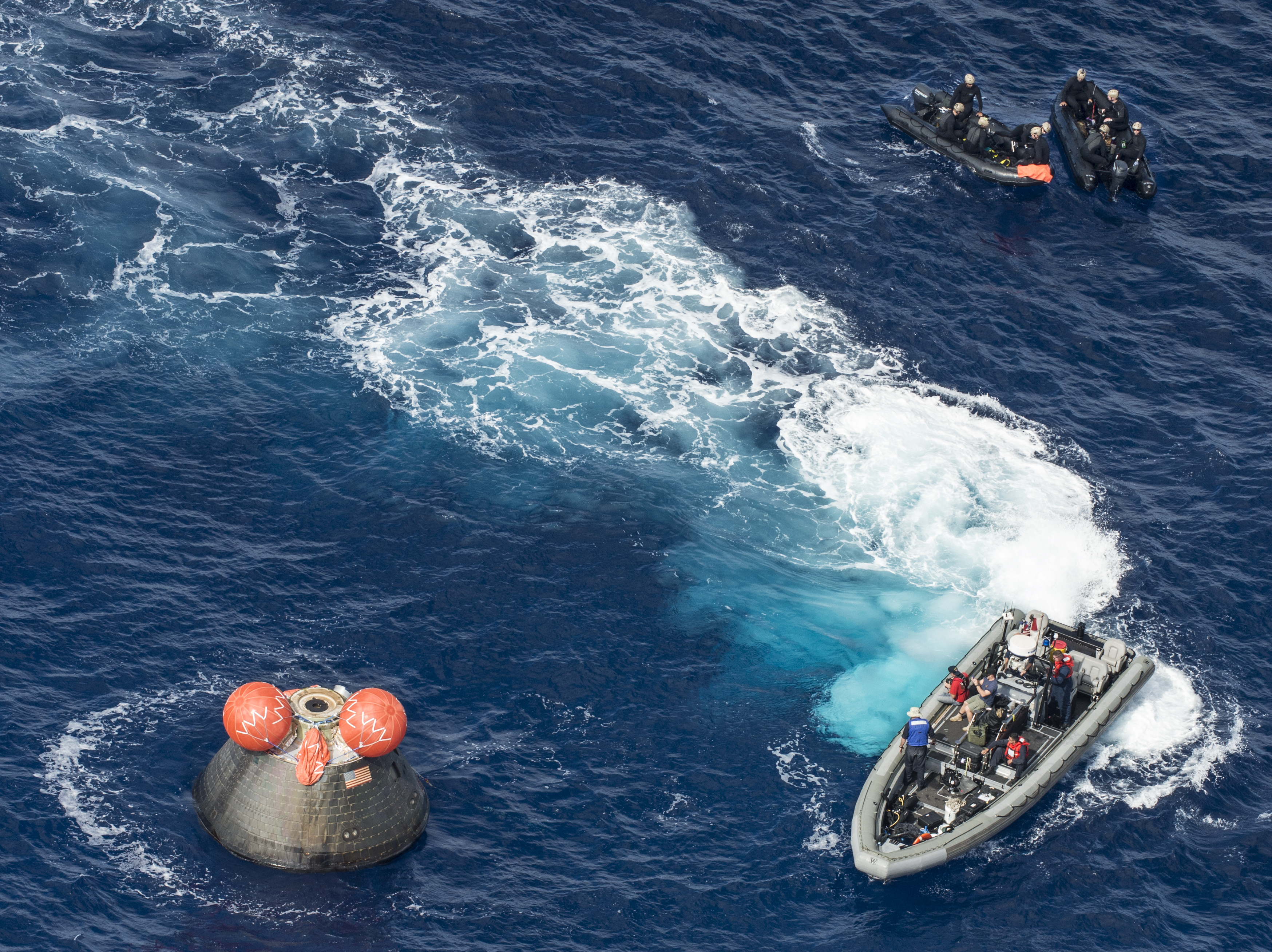
Récupération du vaisseau Orion après le vol EFT 1
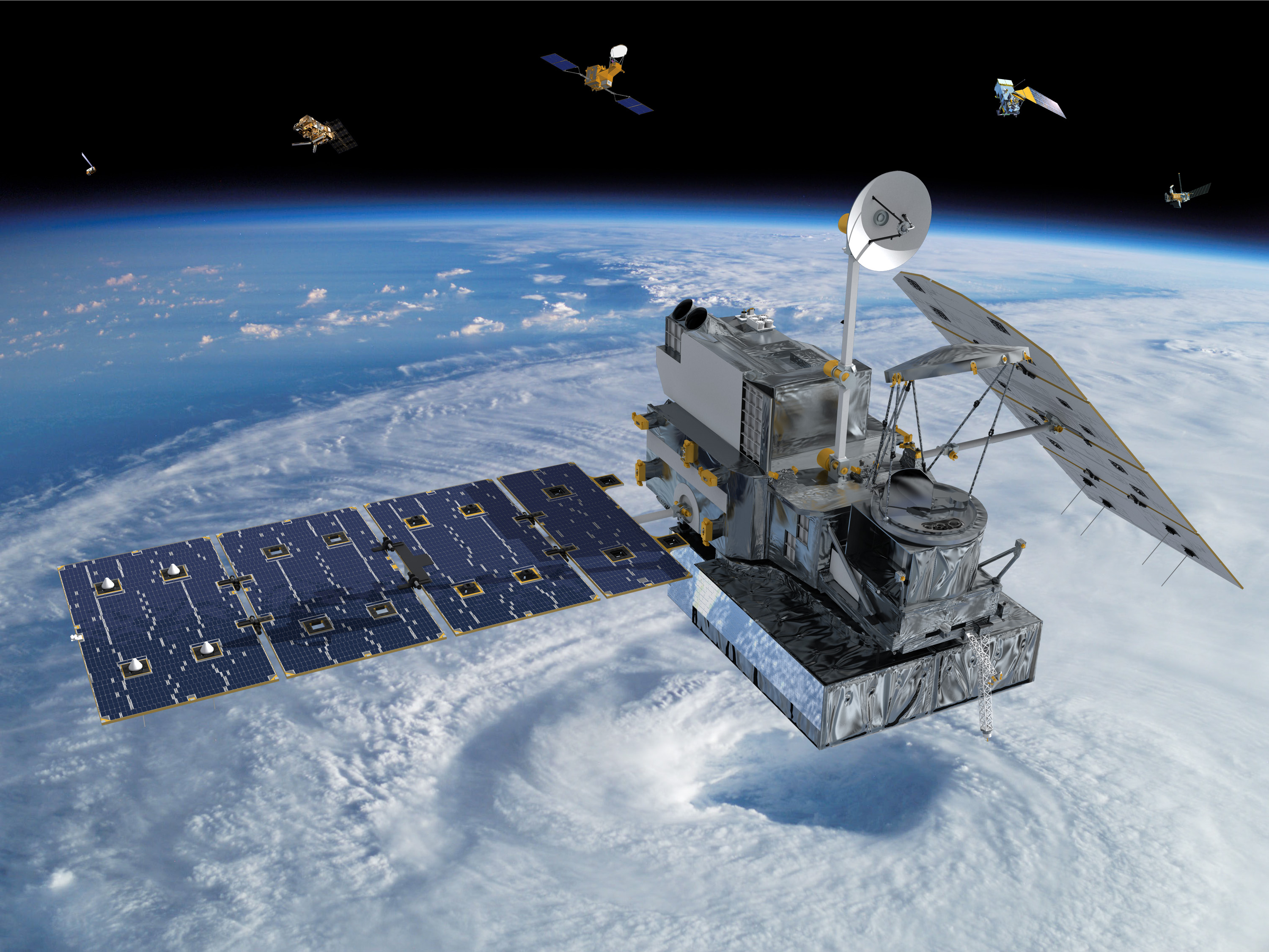
Le satellite GPM Core Observatory coordonne la mesure des précipitations par une flotte de satellites.

## Chronologie des lancements

### Janvier
| Date       | Lanceur       | Base de lancement | Orbite                 | Charge utile     | Notes                                                                                                  |
| 5 janvier  | GSLV-Mk II    | Satish Dhawan     | Orbite géostationnaire | GSAT-14 (en)     | Télécommunications                                                                                     |
| 6 janvier  | Falcon 9 V1.1 | Cap Canaveral     | Orbite géostationnaire | Thaicom 6        | Satellite de télécommunications                                                                        |
| 9 janvier  | Antares 120   | MARS              | Orbite basse           | Cygnus CRS Orb-1 | Ravitaillement de la Station spatiale internationale, premier vol de la version du lanceur Antares 120 |
| 24 janvier | Atlas V 401   | Cap Canaveral     | Orbite géostationnaire | TDRS-L           | Satellite de télécommunications de la NASA - relais orbite basse                                       |

### Février
| Date       | Lanceur           | Base de lancement | Orbite                 | Charge utile         | Notes                                                |
| 5 février  | Soyouz            | Baïkonour         | Orbite basse           | Progress M-22M       | Ravitaillement de la station spatiale internationale |
| 6 février  | Ariane 5 ECA      | Kourou            | Orbite géostationnaire | ABS-2 Athéna-Fidus   | Satellites de télécommunications                     |
| 14 février | Proton-M / Briz-M | Baïkonour         | Orbite géostationnaire | Türksat 4A           | Télécommunications                                   |
| 21 février | Delta IV-M+ (4,2) | Cap Canaveral     | orbite moyenne         | GPS IIF-5            | Satellites de navigation                             |
| 28 février | H-IIA 202         | Tanegashima       | Orbite basse           | GPM Core Observatory | Étude des précipitations                             |

### Mars
| Date    | Lanceur              | Base de lancement | Orbite                 | Charge utile             | Notes                                                 |
| 15 mars | Proton-M / Briz-M    | Baïkonour         | Orbite géostationnaire | Ekspress-AT1 Express-AT2 | Télécommunications                                    |
| 22 mars | Ariane 5 ECA         | Kourou            | Orbite géostationnaire | Astra 5B Amazonas 4A     | Satellites de télécommunications                      |
| 24 mars | Soyouz 2.1b / Fregat | Baïkonour         | Orbite basse           | GLONASS-M                | Satellite navigation                                  |
| 25 mars | Soyouz-FG            | Baïkonour         | Orbite basse           | Soyouz TMA-12M           | Relève équipage de la station spatiale internationale |
| 31 mars | Longue Marche 2C     | Jiuquan           | Orbite basse           | Shijian 11-06            | Satellite technologique                               |

### Avril
| Date     | Lanceur           | Base de lancement | Orbite                 | Charge utile        | Notes |
| 3 avril  | Atlas V 401       | Cap Canaveral     | Orbite géostationnaire | DMSP-5D3            | Satellite météorologique militaire                                                                              |
| 3 avril  | Soyouz-STB/Fregat | Kourou            | Orbite basse           | Sentinel-1a         | Satellite d'observation de la Terre radar, premier de la série                                                  |
| 4 avril  | PSLV-CA           | Satish Dhawan     | Orbite basse           | IRNSS-1             | Satellite de navigation                                                                                         |
| 9 avril  | Soyouz-U          | Baïkonour         | Orbite basse           | Progress M-23M      | Ravitaillement de la station spatiale internationale                                                            |
| 9 avril  | Shavit-2          | Palmachim         | Orbite polaire         | TecSAR-2            | Satellite de reconnaissance radar                                                                               |
| 10 avril | Atlas V 541       | Cap Canaveral     | orbite géosynchrone    | NRO-L-67            | Satellite de reconnaissance                                                                                     |
| 16 avril | Soyouz-U          | Baïkonour         | Orbite basse           | EgyptSat 2          | Satellite d'observation de la Terre                                                                             |
| 18 avril | Falcon 9 V1.1     | Cap Canaveral     | Orbite basse           | SpaceX CRS-3        | ravitaillement de la station spatiale internationale. Test partiel du système de récupération du premier étage. |
| 28 avril | Proton-M/Briz-M   | Baïkonour         | Orbite géostationnaire | Loutch-5V KazSat-3  | Télécommunications                                                                                              |
| 30 avril | Vega              | Kourou            | Orbite basse           | KazEOSat 1 (DZZ-HR) | Satellite observation de la Terre                                                                               |

### Mai
| Date   | Lanceur           | Base de lancement | Orbite                 | Charge utile               | Notes                                                              |
| 6 mai  | Soyouz 2.1a       | Plessetsk         | Orbite basse           | Kobalt-M                   | Satellite de reconnaissance                                        |
| 15 mai | Proton-M / Briz-M | Baïkonour         | Orbite géostationnaire | Ekspress-AM4R              | Télécommunications. Échec à la suite d'une défaillance du 3e étage |
| 17 mai | Delta IV-M+ (4,2) | Cap Canaveral     | orbite moyenne         | GPS IIF-6                  | Satellites de navigation                                           |
| 22 mai | Atlas V 541       | Cap Canaveral     | orbite géostationnaire | NRO-L-33/Quasar 19/SDS 3-8 | Satellite de télécommunications                                    |
| 23 mai | Rokot             | Plessetsk         | Orbite basse           | Strela-3M                  | Satellite télécommunications                                       |
| 24 mai | H-IIA 202         | Tanegashima       | Orbite héliosynchrone  | ALOS-2                     | Observation de la Terre                                            |
| 26 mai | Zenit-3SLB        | Baïkonour         | Orbite géostationnaire | Eutelsat 3B                | Télécommunications                                                 |
| 28 mai | Soyouz-FG         | Baïkonour         | Orbite basse           | Soyouz TMA-13M             | Relève équipage de la station spatiale internationale              |
| 29 mai | Proton-M / Briz-M | Baïkonour         | Orbite géostationnaire | Olymp ??                   | renseignement électronique                                         |

### Juin
| Date    | Lanceur              | Base de lancement | Orbite       | Charge utile | Notes                               |
| 14 juin | Soyouz 2.1b / Fregat | Baïkonour         | Orbite basse | GLONASS-M    | Satellite navigation                |
| 19 juin | Dnepr-1              | Iasny             | Orbite basse | Deimos-2     | Télédétection                       |
| 30 juin | PSLV-CA              | Satish Dhawan     | Orbite basse | SPOT-7       | Satellite d'observation de la Terre |

### Juillet
| Date       | Lanceur             | Base de lancement | Orbite                 | Charge utile         | Notes                                                                          |
| 2 juillet  | Delta II7320-10C    | Vandenberg        | orbite basse           | OCO 2                | Étude atmosphère                                                               |
| 3 juillet  | Rokot               | Plessetsk         | Orbite basse           | 3 x Gonets-M         | Satellite de télécommunications                                                |
| 8 juillet  | Soyouz 2.1b /Fregat | Baïkonour         | Orbite basse           | Meteor-M, MKA-PN2... | Météorologie (Meteor), Observation de la Terre (MKE)...                        |
| 9 juillet  | Angara A1.2 PP      | Plessetsk         | Vol suborbital         | -                    | Premier vol du nouveau lanceur russe. Configuration spécifique (URM-1 + URM-2) |
| 10 juillet | Soyouz / Fregat MT  | Kourou            | Orbite moyenne         | O3b × 4              | Satellites de télécommunications                                               |
| 13 juillet | Antares 120         | MARS              | Orbite basse           | Cygnus Orb-2 (en)    | Ravitaillement de la Station spatiale internationale                           |
| 14 juillet | Falcon 9 V1.1       | Cape Canaveral    | Orbite basse           | Orbcomm-2 x 6        | Satellite de télécommunications                                                |
| 18 juillet | Soyouz 2.1b         | Baïkonour         | Orbite basse           | Foton-M4             | Microgravité                                                                   |
| 23 juillet | Soyouz-U            | Baïkonour         | Orbite basse           | Progress M-24M       | Ravitaillement de la station spatiale internationale                           |
| 28 juillet | Delta IV-M+(4,2)    | Cap Canaveral     | orbite géostationnaire | GSSAP 1 & 2, ANGEL   | Surveillance de l'espace. Premier lancement du programme GSSAP                 |
| 29 juillet | Ariane 5 ES         | Kourou            | Orbite basse           | ATV Georges Lemaître | Ravitaillement de la Station spatiale internationale, dernier vol de l'ATV     |

### Août
| Date    | Lanceur              | Base de lancement | Orbite                 | Charge utile                    | Notes                                                       |
| 2 août  | Atlas V 401          | Cap Canaveral     | Orbite moyenne         | GPS IIF-7                       | Satellite de navigation                                     |
| 5 août  | Falcon 9 V1.1        | Cap Canaveral     | Orbite géostationnaire | AsiaSat-8                       | Satellite de télécommunications                             |
| 9 août  | Longue Marche 4C     | Jiuquan           | Orbite basse           | Yaogan x 3                      | Écoute électronique                                         |
| 13 août | Atlas V 401          | Vandenberg        | Orbite géostationnaire | WorldView-3                     | Satellite Observation de la Terre                           |
| 19 août | Longue Marche 4B     | Taiyuan           | Orbite basse           | Gaofen 2, Heweliusz             | Observation de la Terre (Gaofen), Astronomie                |
| 22 août | Soyouz 2.1a / Fregat | Kourou            | Orbite moyenne         | Galileo FOC-FM1 Galileo FOC-FM2 | Satellite navigation. Insertion sur une orbite inutilisable |

### Septembre
| Date         | Lanceur          | Base de lancement | Orbite                   | Charge utile         | Notes                                                         |
| 2 septembre  | Longue Marche 2D | Jiuquan           | Orbite héliosynchrone    | Chuangxin 1-04       | Satellite de télécommunications                               |
| 7 septembre  | Falcon 9 V1.1    | Cape Canaveral    | Orbite géostationnaire   | AsiaSat-6            | Satellite de télécommunications                               |
| 8 septembre  | Longue Marche 4B | Taiyuan           | Orbite basse             | Yaogan 21, Tiantuo 2 | Satellite de reconnaissance (Yaogan), satellite technologique |
| 11 septembre | Ariane 5 ECA     | Kourou            | Orbite géostationnaire   | MEASAT 3b Optus 10   | Satellites de télécommunications                              |
| 17 septembre | Atlas V 401      | Cape Canaveral    | Orbite géostationnaire ? | CLIO                 | Satellite de télécommunications ?                             |
| 21 septembre | Falcon 9 V1.1    | Cape Canaveral    | Orbite basse             | SpaceX CRS-4         | ravitaillement de la station spatiale internationale          |
| 25 septembre | Soyouz-FG        | Baïkonour         | Orbite basse             | Soyouz TMA-14M       | Relève équipage de la station spatiale internationale         |
| 27 septembre | Proton-M/Briz-M  | Baïkonour         | Orbite géostationnaire   | Loutch ou Olymp-K ?  | Télécommunications ou renseignement ?                         |
| 28 septembre | Longue Marche 2C | Jiuquan           | Orbite basse             | Shijian 11-07        | Satellite technologique                                       |

### Octobre
| Date       | Lanceur              | Base de lancement | Orbite                 | Charge utile           | Notes |
| 7 octobre  | H-IIA 202            | Tanegashima       | Orbite géostationnaire | Himawari 8             | Satellite météorologique                                                                                  |
| 15 octobre | PSLV-XL              | Satish Dhawan     | Orbite géosynchrone    | IRNSS-C                | Satellite de navigation                                                                                   |
| 16 octobre | Ariane 5 ECA         | Kourou            | Orbite géostationnaire | Intelsat 30 3b ARSAT-1 | Satellites de télécommunications                                                                          |
| 20 octobre | Longue Marche 4B     | Taiyuan           | Orbite héliosynchrone  | Yaogan 22              | Satellite de reconnaissance                                                                               |
| 21 octobre | Proton-M / Briz-M    | Baïkonour         | Orbite géostationnaire | Ekspress-AM6           | Télécommunications                                                                                        |
| 23 octobre | Longue Marche 3C     | Xichang           | Orbite haute           | Chang'e 5 T1           | Satellite technologique, test d'un véhicule de retour d'échantillon lunaire                               |
| 27 octobre | Longue Marche 2C     | Jiuquan           | Orbite basse           | Shijian 11-08          | Satellite technologique                                                                                   |
| 28 octobre | Antares 130          | MARS              | Orbite basse           | Cygnus Orb-3 (en)      | Ravitaillement de la Station spatiale internationale. Échec à la suite d'une défaillance du premier étage |
| 29 octobre | Soyouz 2.1a          | Baïkonour         | Orbite basse           | Progress M-25M         | Ravitaillement de la station spatiale internationale                                                      |
| 29 octobre | Atlas V 401          | Cape Canaveral    | Orbite moyenne         | GPS IIF-8              | Satellite de navigation                                                                                   |
| 30 octobre | Soyouz 2.1a / Fregat | Plessetsk         | Orbite Molnia          | Meridian-7             | Satellite télécommunications                                                                              |

### Novembre
| Date        | Lanceur              | Base de lancement | Orbite                | Charge utile   | Notes                                                 |
| 6 novembre  | Dnepr-1              | Iasny             | Orbite basse          | ASNARO-1       | Observation de la Terre                               |
| 14 novembre | Longue Marche 2C     | Taiyuan           | Orbite héliocentrique | Yaogan 23      | Satellite de reconnaissance                           |
| 20 novembre | Longue Marche 2D     | Jiuquan           | Orbite héliocentrique | Yaogan 24      | Satellite de reconnaissance                           |
| 21 novembre | Kuaizhou-1A          | Jiuquan           | Orbite héliocentrique | Kuaizhou-2     | Satellite d'observation de la Terre optique           |
| 23 novembre | Soyouz-FG            | Baïkonour         | Orbite basse          | Soyouz TMA-15M | Relève équipage de la station spatiale internationale |
| 30 novembre | Soyouz 2.1b / Fregat | Baïkonour         | Orbite basse          | GLONASS-K1     | Satellite navigation                                  |

### Décembre
| Date        | Lanceur          | Base de lancement | Orbite                 | Charge utile                    | Notes                                           |
| 3 décembre  | H-IIA 202        | Tanegashima       | Orbite héliocentrique  | Hayabusa 2                      | Sonde spatiale retour d'échantillon astéroïde   |
| 5 décembre  | Delta IV-H       | Cap Canaveral     | orbite basse           | EFT 1.                          | Premier vol vaisseau Orion sans équipage        |
| 6 décembre  | Ariane 5 ECA     | Kourou            | Orbite géostationnaire | DirecTV 14 GSAT-16 (en)         | Satellites de télécommunications                |
| 7 décembre  | Longue Marche 4B | Taiyuan           | Orbite héliosynchrone  | CBERS-4                         | Satellite d'observation de la Terre             |
| 10 décembre | Longue Marche 4C | Jiuquan           | Orbite basse           | Yaogan x 3                      | Écoute électronique                             |
| 13 décembre | Atlas V 541      | Vandenberg        | ?                      | NRO L-35                        | Satellite de reconnaissance                     |
| 15 décembre | Proton-M/Briz-M  | Baïkonour         | Orbite géostationnaire | Yamal-401                       | Télécommunications                              |
| 18 décembre | GSLV-Mk III      | Satish Dhawan     | vol suborbital         | Maquette vaisseau habité indien |                                                 |
| 18 décembre | Soyouz-Fregat MT | Kourou            | Orbite moyenne         | O3b × 4                         | Télécommunications                              |
| 19 décembre | Strela           | Baïkonour         | Orbite géostationnaire | Kondor-E                        | Imageur radar                                   |
| 23 décembre | Angara-A5        | Plessetsk         | Orbite géostationnaire | VKO                             | Premier vol de l'Angara-A5. VKO module de test. |
| 25 décembre | Soyouz-2.1b      | Baïkonour         | Orbite basse           | Lotos-S                         | Satellite d'écoute électronique                 |
| 26 décembre | Soyouz-2.1b      | Baïkonour         | Orbite basse           | Resours-P                       | Satellite d'observation de la Terre             |
| 27 décembre | Longue Marche 4B | Taiyuan           | Orbite basse           | Yaogan 26                       | Satellite de reconnaissance                     |
| 27 décembre | Proton-M/Briz-M  | Baïkonour         | Orbite géostationnaire | Astra-2G                        | Satellite de télécommunications                 |
| 31 décembre | Longue Marche 3C | Xichang           | Orbite géostationnaire | Fengyun 2-08                    | Satellite météorologique                        |

## Vols orbitaux

### Par pays
| Pays       | Lancements | Succès | Échecs | Échecs partiels | Remarques                                                   |
| ---------- | ---------- | ------ | ------ | --------------- | ----------------------------------------------------------- |
| Chine      | 16         | 16     | 0      | 0               |                                                             |
| États-Unis | 23         | 22     | 1      | 0               |                                                             |
| Europe     | 7          | 7      | 0      | 0               |                                                             |
| Inde       | 4          | 4      | 0      | 0               |                                                             |
| Israël     | 1          | 1      | 0      | 0               |                                                             |
| Japon      | 4          | 4      | 0      | 0               |                                                             |
| Russie     | 34         | 31     | 1      | 2               | comprend Sea Launch (1) et les lancements depuis Kourou (4) |
| Ukraine    | 3          | 3      | 0      | 0               |                                                             |
| Total      | 92         | 88     | 2      | 2               |                                                             |

### Par lanceur
| Lanceur                    | Pays       | Lancements | Succès | Échecs | Échecs partiels | Remarques   |
| -------------------------- | ---------- | ---------- | ------ | ------ | --------------- | ----------- |
| Angara                     | Russie     | 2          | 2      | 0      | 0               | Premier vol |
| Antares                    | États-Unis | 3          | 2      | 1      | 0               |             |
| Ariane 5                   | Europe     | 6          | 6      | 0      | 0               |             |
| Atlas V                    | États-Unis | 9          | 9      | 0      | 0               |             |
| Delta II                   | États-Unis | 1          | 1      | 0      | 0               |             |
| Delta IV                   | États-Unis | 4          | 4      | 0      | 0               |             |
| Dnepr-1                    | Ukraine    | 2          | 2      | 0      | 0               |             |
| Falcon 9                   | États-Unis | 6          | 6      | 0      | 0               |             |
| GSLV                       | Inde       | 1          | 1      | 0      | 0               |             |
| H-IIA                      | Japon      | 4          | 4      | 0      | 0               |             |
| Kuaizhou                   | Chine      | 1          | 1      | 0      | 0               |             |
| Longue Marche 2            | Chine      | 6          | 6      | 0      | 0               |             |
| Longue Marche 3            | Chine      | 2          | 2      | 0      | 0               |             |
| Longue Marche 4            | Chine      | 7          | 7      | 0      | 0               |             |
| Proton                     | Russie     | 8          | 6      | 1      | 1               |             |
| PSLV                       | Inde       | 3          | 3      | 0      | 0               |             |
| Rockot                     | Russie     | 2          | 2      | 0      | 0               |             |
| Safir                      | Iran       | 0          | 0      | 0      | 0               |             |
| Shavit                     | Israël     | 1          | 1      | 0      | 0               |             |
| Soyouz                     | Russie     | 22         | 22     | 0      | 0               |             |
| UR-100N (Strela ou Rockot) | Russie     | 1          | 1      | 0      | 0               |             |
| Vega                       | Europe     | 1          | 1      | 0      | 0               |             |
| Zenit                      | Ukraine    | 1          | 1      | 0      | 0               |             |

### Par base de lancement
| Site          | Pays       | Lancements | Succès | Echecs | Echecs partiels | Remarques |
| ------------- | ---------- | ---------- | ------ | ------ | --------------- | --------- |
| Baïkonour     | Kazakhstan | 21         | 19     | 1      | 1               |           |
| Cap Canaveral | États-Unis | 16         | 16     | 0      | 0               |           |
| Iasny         | Russie     | 2          | 2      | 0      | 0               |           |
| Jiuquan       | Chine      | 8          | 8      | 0      | 0               |           |
| Kourou        | France     | 11         | 10     | 0      | 1               |           |
| MARS          | États-Unis | 3          | 2      | 1      |                 |           |
| Palmachim     | Israël     | 1          | 1      | 0      | 0               |           |
| Plessetsk     | Russie     | 9          | 9      | 0      | 0               |           |
| Satish Dhawan | Inde       | 4          | 4      | 0      | 0               |           |
| Taiyuan       | Chine      | 6          | 6      | 0      | 0               |           |
| Tanegashima   | Japon      | 4          | 4      | 0      | 0               |           |
| Vandenberg    | États-Unis | 4          | 4      | 0      | 0               |           |
| Xichang       | Chine      | 2          | 2      | 0      | 0               |           |

### Par type d'orbite
| Orbite                 | Lancements | Succès | Échecs | Atteints par accident |
| ---------------------- | ---------- | ------ | ------ | --------------------- |
| Basse                  | 50         | 49     | 1      |                       |
| Moyenne                | 9          | 9      |        |                       |
| Géosynchrone/transfert | 28         | 27     | 1      |                       |
| Orbite terrestre haute | 3          | 3      |        |                       |
| Héliocentrique         | 1          | 1      |        |                       |

## Survols et contacts planétaires
| Date         | Sonde spatiale       | Événement                                                                         | Remarque             |
| ------------ | -------------------- | --------------------------------------------------------------------------------- | -------------------- |
| 1er janvier  | Cassini              | 98e survol de Titan                                                               | Distance de 1 400 km |
| 2 février    | Cassini              | 99e survol de Titan                                                               | Distance de 1 236 km |
| 6 mars       | Cassini              | 100e survol de Titan                                                              | Distance de 1 500 km |
| 7 avril      | Cassini              | 101e survol de Titan                                                              | Distance de 963 km   |
| 17 mai       | Cassini              | 102e survol de Titan                                                              | Distance de 2 994 km |
| 17 mai       | Cassini              | 102e survol de Titan                                                              | Distance de 2 994 km |
| 17 mai       | Cassini              | 102e survol de Titan                                                              | Distance de 3 659 km |
| 18 juin      | Cassini              | 102e survol de Titan                                                              | Distance de 2 994 km |
| 20 juillet   | Cassini              | 102e survol de Titan                                                              | Distance de 5 103 km |
| courant août | Rosetta              | Mise en orbite autour de la comète 67P/Churyumov–Gerasimenko                      |                      |
| 21 août      | Cassini              | 102e survol de Titan                                                              | Distance de 964 km   |
| 21 septembre | Cassini              | 102e survol de Titan                                                              | Distance de 1 400 km |
| 22 septembre | MAVEN                | Mise en orbite autour de la planète Mars                                          |                      |
| 24 septembre | Mars Orbiter Mission | Mise en orbite autour de la planète Mars                                          |                      |
| 23 octobre   | Cassini              | 102e survol de Titan                                                              | Distance de 1 013 km |
| 11 novembre  | Rosetta              | L'atterrisseur Philae se pose à la surface de la comète 67P/Churyumov–Gerasimenko |                      |
| 10 décembre  | Cassini              | 102e survol de Titan                                                              | Distance de 980 km   |

## Sorties extra-véhiculaires
Toutes les sorties sont effectuées au cours de missions de maintenance de la Station spatiale internationale :
- 27 janvier : Oleg Kotov et Serguei Riazanski installent la caméra HRC sur le module de service russe et démontent une interface de travail ainsi qu'un container de cassettes (6 h 8 min).
- 23 avril : Richard Mastracchio et Steven Swanson remplacent un multiplexeur sur la poutre S0 et démontent deux câbles électriques du système de distribution électrique (1 h 36 min)[1].
- 19 juin : Alexander Skvortsov et Oleg Artemiev installent une antenne utilisée par le système de commande et de télémétrie russe, déplace l'expérience Obstanovka qui mesure les flux de particules chargées et de plasma, vérifient l'installation de la plateforme de travail universelle URM-D, prélèvent des échantillons des hublots de Zvezda et éjectent la structure d'une expérience (7 h 23 min)[2].
- 18 aout : Alexander Skvortsov et Oleg Artemiev larguent le CubeSat Chasqui-1 dans l'espace, installent les expériences EXPOSE-R2 biological et Plume Impingement and Deposit Monitoring unit), récupèrent des expériences (panneaux d'exposition de matériaux Vinoslivost, expérience biologique Biorisk), remplacent une cassette de l'expérience et fixent une rampe sur un antenne (5 h 11 min)[3].
- 7 octobre : Gregory Reid Wiseman et Alexander Gerst déplacent un module de pompe en panne vers une position de stockage permanent, installent un système d'alimentation électrique de secours pour le Mobile Transporter et remplacent un des éclairages du bras robotique (6 h 13 min).
- 15 octobre : Gregory Reid Wiseman et Barry E. Wilmore remplacent le module SSU du système de production d'énergie 3A, déplacent le système APFR/TS, démontent le pied de la caméra 7, déplace l'équipement de transmission wifi vidéo de CP8 à CP11, installent une caméra externe au niveau de CP8 (6 h 34 min)[4].
- 22 octobre : Maxime Souraïev et Aleksandr Samokoutiaïev démontent et éjectent l'expérience Radiometriïa qui était fixée sur la plateforme Plane II du module Zvezda, retirent le couvercle protecteur de l'expérience EXPOSE-R, prélèvent des échantillons du hublot de l'écoutille du module Poisk et photographient l'extérieur du segment russe de la station spatiale (3 h 38 min)[5].

### Sources
- (en) Jonathan McDowell, Space Activities in 2014, janvier 2015, 12 p. (lire en ligne)
- (en) Gunter Krebs, « Orbital Launches of 2014 », Gunter's Space Page
- (en) Erik Kulu, « World's largest database of nanosatellites, over 3600 nanosats and CubeSats », sur Nanosats Database (consulté le 9 janvier 2023)